# Ben Wuyts
Benjamin (Ben) Wuyts (Antwerpen, 1947) is een Belgisch historicus, oud-schooldirecteur buitengewoon onderwijs en auteur.

## Biografie
Benjamin ('Ben') Wuyts is in 1972 afgestudeerd als historicus aan de Universiteit Gent. Samen met zijn lerarendiploma ontving hij in 1973 de professor Jan Dhondtprijs voor de beste lespraktijk van zijn aggregaatsjaar.
Na zijn burgerdienst (1973 – 1975) en een opdracht als leraar–vormingswerker was hij van 1980 tot 2004 schooldirecteur buitengewoon onderwijs in Ten Dries Landegem, bij Deinze. Hij was medewerker voor de BRT- film In het land van alles anders, een documentaire over hersenverlamde kinderen (1976, productie Paula Sémer). Van 2004 tot 2007 werd hij als opleidingscoördinator van de BanaBa (bachelor na bachelor) lerarenopleiding buitengewoon onderwijs en zorgverbreding gedetacheerd naar de Arteveldehogeschool Gent. Tevens was hij van 1998 tot 2015 gastdocent aan het Hoger Instituut voor Gezinswetenschappen in Schaarbeek/Brussel met als opdrachten ‘beeldvorming en ondersteuning van personen met een handicap’ en eindproefbegeleiding.
Vanaf 1987 engageerde Wuyts zich als lid van de Algemene Vergadering, vanaf 1997 als bestuurder en van 1999 tot augustus 2011 als voorzitter van de Raad van Bestuur van het Gentse maatwerkbedrijf Nevelland. In 2018 veranderde dit bedrijf van naam. Het werd Mirto na de fusie met Revam Eeklo.
Hij was ook actief in verscheidene organisaties voor personen met een beperking zoals Pimpernel, Handicum, KVG, Sig en Dyade. 
Sinds 2019 woont Benjamin Wuyts met zijn echtgenote aan de Belgische kust.

## Beknopte bibliografie
- Meer dan zo maar een naam : mensen met een handicap In het tijdschrift Nederlands van Nu, Vereniging Algemeen Nederlands (Brussel 1991) en aansluitende artikels i.v.m. naamgeving in andere tijdschriften zoals Orthopedagogica, Caleidoscoop en Streven.
- Anders maar niet minder. Leven met een handicap. Uitgave Davidsfonds Leuven 1996, derde druk 1997.
- Historische schets van de maatschappelijke positie van mensen met een handicap in de West-Europese samenleving. In : E. Broekaert, F. De Fever, P. Schoorl, G. Van Hove en B. Wuyts, Orthopedagogiek en Maatschappij. Vragen en visies. Uitgave Garant Leuven – Apeldoom 1997, pp.35- 75.
- De geest rust nooit. (Christelijke) gelovigen in beweging. Uitgave Patmos Pelckmans, Kapellen 1997.
- Gewenst, ongewenst. Filosoferen over handicap. Gespreks- en discussieavonden. (in samenwerking met provinciebestuur Oost-Vlaanderen) Uitgave Vormingsdienst SIG, Destelbergen 1998.
- Samen over de drempel, mens en handicap Uitgave Nevelland Landegem 2000.
- Inclusie als levensbeginsel. In Kultuurleven, Leuven juli –augustus 2000, pp.68 – 71.
- In beeld, personen met een handicap. Dialoog over mogelijkheden en hindernissen. Uitgave SIG Destelbergen 2008.
- Beeldvorming over mensen met een handicap vanuit historisch perspectief. In : G. Coene en K. Uvijn, Naar een inclusief burgerschap voor personen met en beperking. Uitgave Academia Press, Gent 2013, pp. 1- 15.
- De institutionele zorg voor arme zieken en de morele behandeling van zwakzinnige meisjes door de Zusters van Liefde in Lokeren. Een historische schets van de periode 1837 tot 1921 (gesteund op archiefonderzoek). In : 175 jaar bloeiende zorg in Lokeren. De evolutie van de zorg door de Zusters van Liefde in woord en beeld. Uitgave Academia Press Gent 2012, pp.9 – 54.
- Over narren, kreupelen, doven en blinden. Leven met een handicap van de oudheid tot nu. Uitgave Davidsfonds Leuven, 2005.
- In wiens woorden kunnen we wonen? Religie en ideologie in historisch perspectief. Uitgave De Boekenmaker Linden 2020, tweede druk 2024.
- Recht op waarheid en democratie. Verzamelde opstellen. Uitgave in eigen beheer Oostende 2024.

- International Standard Name Identifier: 0000 0000 6616 4690
- Virtual International Authority File: 91033397